# Lissoclinum bilobatum
Lissoclinum bilobatum är en sjöpungsart som beskrevs av C.S. Millar 1955. Lissoclinum bilobatum ingår i släktet Lissoclinum och familjen Didemnidae. Inga underarter finns listade i Catalogue of Life.